# تيسفان (تيسفان)
تيسفان هي إحدى مشيخات المملكة المغربية، تتبع جغرافيا لإقليم تارودانت وإداريًا لتيسفان. يقدر عدد سكانها بـ 2805 نسمة حسب الإحصاء الرسمي للسكان والسكنى لسنة 2004.